# Hans-Jürgen Nagel
Hans-Jürgen Nagel (* 12. Januar 1938 in Hildesheim) ist ein niedersächsischer Politiker (CDU) und Mitglied des Niedersächsischen Landtages.
Nagel besuchte zunächst die Volksschule und später das Gymnasium. April 1957 begann er nach seiner Schulausbildung eine landwirtschaftliche Lehre, die er erfolgreich beendete. Anschließend nahm er eine zweijährige praktische Verwaltertätigkeit in Einbeck auf. Zwischen 1960 und 1961 absolvierte er einen Lehrgang an der höheren Landbauschule in Witzenhausen und schloss diesen mit dem Examen zum Staatlich geprüften Landwirt erfolgreich ab. Im Anschluss daran war er für die Zeit von fünf Jahren in der landwirtschaftlichen Praxis beschäftigt. Im Juli 1967 übernahm er den väterlichen Betrieb in Eime. 
Er wurde Mitglied der Jungen Union und war seit 1965 Mitglied der CDU. Nagel war in beiden Organisationen langjähriger Kreisvorsitzender und hatte zudem ehrenamtliche Funktionen in verschiedenen landwirtschaftlichen Berufsorganisationen inne. Er war Mitglied des Aufsichtsrates der Überlandwerke Leinetal in Alfeld und Mitglied des Verwaltungsrates der Kreissparkasse Alfeld. Als Ratsherr war er seit 1968 in Eime tätig und wurde 1972 Abgeordneter des Kreistages in Alfeld und Hildesheim. Nagel wurde zum Mitglied des Niedersächsischen Landtages in der neunten Wahlperiode vom 4. November 1980 bis 20. Juni 1982.